# Salzburgring
O Salzburgring é um autódromo localizado em Koppl, na Áustria, que possui uma pista com 4,225 km de extensão. O circuito,  inaugurado em 1969, recebeu provas da MotoGP e da European Touring Car Championship.